# Liste des évêques de Koforidua
Liste des évêques de Koforidua
(Dioecesis Koforiduanus)
L'évêché de Koforidua est créé le 6 juillet 1992, par détachement de celui d'Accra.

## Sont évêques
- 6 juillet 1992-30 mars 2005 : Gabriel Palmer-Buckle (Gabriel Charles Palmer-Buckle)
- 30 mars 2005-12 avril 2006 : siège vacant
- depuis le 12 avril 2006 : Joseph Afrifah-Agyekum (Joseph Kwaku Afrifah-Agyekum)

## Sources
- L'ANNUAIRE PONTIFICAL, sur le site http://www.catholic-hierarchy.org, à la page